# 施浴
施浴（せよく）とは、寺院などにおいて、貧しい人々や病人・囚人らを対象として浴室を開放して入浴を施すこと。施湯（せゆ/ほどこしゆ）・湯施行（ゆせぎょう）とも呼ばれる。

## 歴史
仏教においては病を退けて福を招来するものとして入浴が奨励され、『仏説温室洗浴衆僧経』と呼ばれる経典も存在した。そのため、仏教伝来とともに寺院には湯屋・温室などと呼ばれる入浴施設が設置され、僧侶自身の入浴は勿論のこと、人々を入浴させた。施浴は布教や勧進活動の他にも、追善法要などの仏事の一環として開かれた例がある。奈良時代の光明皇后や平安時代に東大寺再建に尽くした永観や重源が施浴を行った例が知られているほか、鎌倉時代の真言律宗が社会事業の一環として施浴を積極的に行ったことが知られている。また、大分県別府市の鉄輪温泉にある鉄輪むし湯、渋の湯、熱の湯は、一遍が施浴を行うために地獄（地熱地帯）を鎮め整備した温泉とされている。